# Berliner Maler

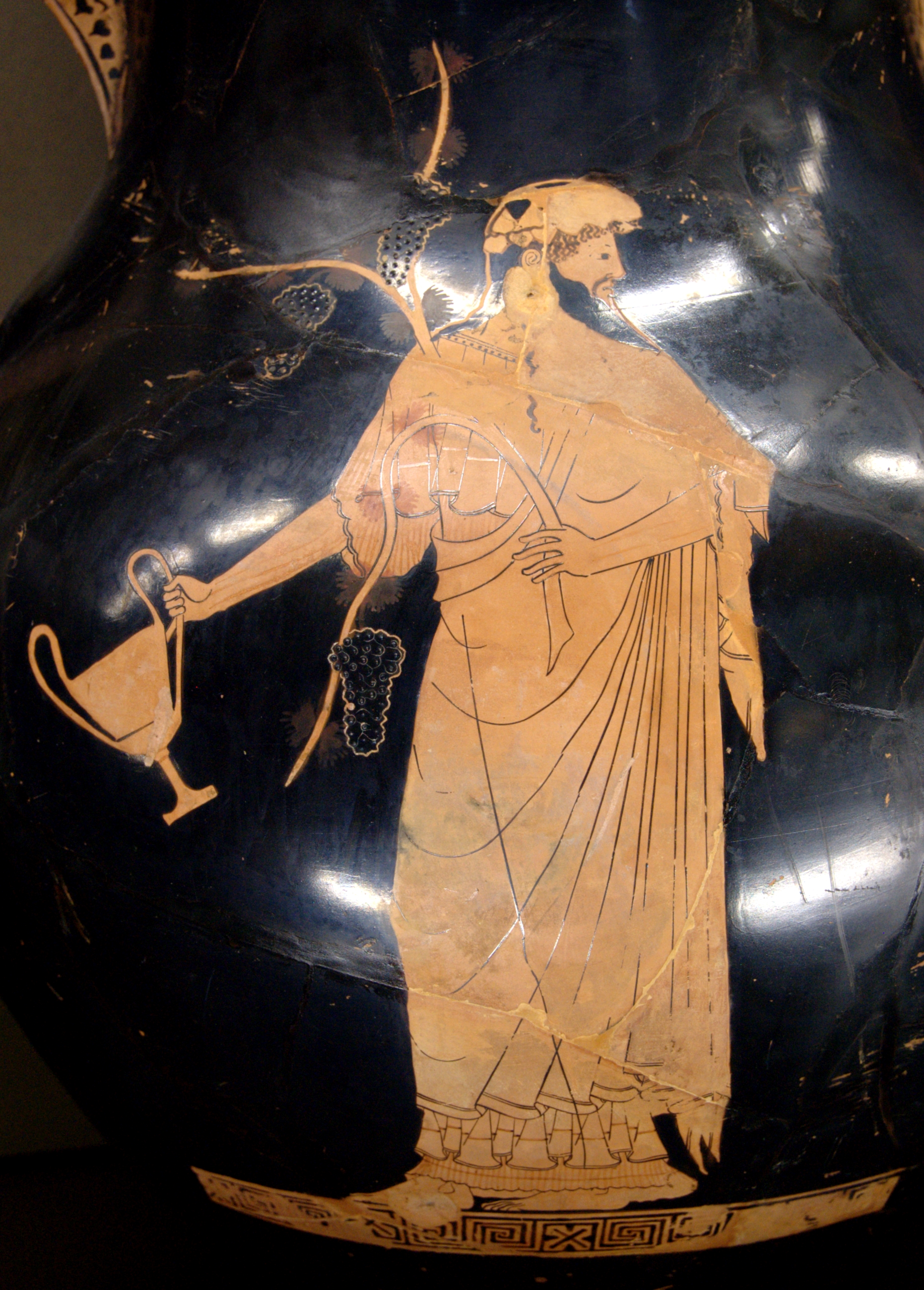
Paris, Louvre CA 2981, CA 2984: Amphora: Dionysos mit Kantharos

Berliner Maler (tätig etwa von 505 bis 460 v. Chr. in Athen) ist der Notname eines griechischen Vasenmalers des Attisch-rotfigurigen Stils. Er gilt als Wegbereiter der Frühklassik und einer der begabtesten Vasenmaler seiner Zeit.

Benannt wurde er nach der Amphora F 2160 der Berliner Antikensammlung. Von diesem Werk ausgehend werden ihm heute zwischen 200 und 250 Arbeiten zugewiesen, meist mittelgroße bis große Gefäße wie Bauch- und Halsamphoren, Hydrien, Kratere sowie einige wenige kleinformatige Keramiken wie Peliken und Lekythen. Es ist bis heute keine von ihm bemalte Schale bekannt, weshalb man vermutet, dass er solche grundsätzlich nicht bemalte. Abweichend von seinem üblichen Stil gibt es auch eine kleine Anzahl schwarzfiguriger panathenäischer Amphoren, die man ihm ebenfalls zuweist. John Boardman, der ihm fast 300 Stücke zuschreibt, bezeichnet ihn als besten Maler des frühen 5. Jahrhunderts v. Chr. neben dem Kleophrades-Maler.
In seinen Werken dominiert das Männliche, das er in all seinen fließenden Bewegungen festhält. Die Gestalten von Frauen und Göttinnen wirken dagegen in ihrer Kleidung, deren Faltenspiel er nicht nutzt, meist etwas steif und lassen die Dynamik ihrer männlichen Gegenparts vermissen. Mit zunehmender Reife wird seine Malerei immer routinierter und lässt im Spätwerk das experimentelle Feuer der Jugend vermissen, weshalb sich die Forschung uneins ist, ob die ihm heute zugewiesenen Spätwerke tatsächlich von seiner Hand oder schon Arbeiten von Schülern sind.  
In seinem frühen Stil steht der Berliner Maler den namentlich bekannten Malern Euthymides und Phintias nahe, weshalb man annimmt, dass er bei ihnen in die Lehre gegangen sein könnte. Er selbst war dann Vorbild für eine ganze Generation nachfolgender Künstler, von denen er vielleicht einige, beispielsweise den Achilleus-Maler, Hermonax und den Providence-Maler, selbst ausgebildet hat.

## Ausgewählte Werke
- Amsterdam, Allard Pierson Museum

Fragment eines Kruges 2275 • Fragment eines Kruges 2870
- Athen, Agoramuseum

Fragment einer Panathenäischen Amphora P 18628 • Krug P 24113 • Krug P 26245
- Athen, Nationalmuseum, Akropolissammlung

Zwei Fragment einer Platte 23 • Fragment einer Platte 427 • Skyphos 454 • Fragment einer Panathenäischen Amphora 614 a • Pelike 732 • Fragment eines Kruges 702 • Pelike 742 • Fragment eines Krater 933 • Fragment eines Krater 934 • Fragment einer Panathenäischen Amphora 981 • Fragment einer Panathenäischen Amphora 1001 • Fragment einer Panathenäischen Amphora • Fragment einer Panathenäischen Amphora • Fragment einer Pelike • Fragment eines Kruges
- Ann Arbor (Michigan), Kelsey Museum of Archaeology

Amphora 77.7.1
- Baltimore, Walters Art Museum

Amphora 48.57 • Krater 48.71 • Amphora 48.2235
- Basel, Antikenmuseum

Halsamphora BS 452 • Bauchamphora BS 456 • Kolonettenkrater Kä 422 • Nolanische Amphora 06.297
- Berlin, Antikensammlung

Panathenäische Amphora F 1832 •  Amphora F 2160 • Lekythos 2208 • Amphora 2339 • Oinochoe 1965.5
- ehemals Berlin, Antikensammlung

Krater F 2186 • Fragment eines Krater F 2187 (beide seit 1945 verschollen)
- Berlin, Freie Universität Berlin

Fragment eines Kruges
- Bremen, Sammlung Zimmermann, Antikenmuseum im Schnorr

Lekythos
- Bonn, Akademisches Kunstmuseum

Zwei Fragmente einer Amphora 464.25-27
- Boston, Museum of Fine Arts

Zwei Fragmente einer Hydria 03.838 • Fragment einer Hydria 03.843 • Fragment einer Hydria 1973.575 • Kalpis-Hydria 1978.45 • Stamnos 91.226 • Krater 91.227
- Braunschweig, Herzog Anton Ulrich-Museum

Fragment eines Krater 544
- Brüssel, Musées Royaux des Beaux-Arts

Amphora R 307 • Vier Fragmente eines Kruges A 2492-5
- Bryn Mawr, Bryn Mawr College

Fragment einer Panathenäischen Amphora P 188
- Cambridge, Fitzwilliam Museum

Amphora GR.4.1930 • Lekythos GR.1937.28 • Krater GR.5.1952
- Champaign, Krannert Art Museum

Oinochoe 70.8.6
- Detroit, Institute of Art

Ölkrug 81.827
- Dresden, Skulpturensammlung

Amphora 289
- Erlangen, Kunstsammlung der Universität

Fragmente einer Amphora 526
- Ferrara, Archäologisches Nationalmuseum

Pelike 1234 • Pelike T. 41 D VP • Panathenäische Amphora 9356
- Florenz, Museo Archeologico Etrusco

Pelike 3985 • Fragment eines Kruges 6 B 48 • Fragment eines Kruges 6 B 51 • Fragment eines Kruges 6 B 52 • Fragment eines Kruges 7 B 14 • Krater 8 B 7 • Krater 12 B 105 • Fragment eines Kruges 19 B 25
- Frankfurt/M., Liebieghaus

Fragment eines Kruges 1517
- Frankfurt/M., Museum für Vor- und Frühgeschichte

Amphora B 409
- Graz, Sammlungen des Instituts für Archäologie

Hydria G 30
- Hannover, Kestner-Museum

Amphora 1984.26
- Hanover (New Hampshire), Dartmouth College, Hood Museum of Art

Panathenäische Amphora 959.53
- Harvard (Cambridge), Harvard University Art Museums

Amphora 1927.150 • Lekythos 1972.44 • Lekythos 4.1908
- Heidelberg, Antikenmuseum und Abgußsammlung der Universität

Fragment eines Krugs 114 • Fragment eines Krater 182
- Karlsruhe, Badisches Landesmuseum

Panathenäische Amphora 69.65 • Amphora 203 (B 95) • Krater 68.101
- Kassel, Landesmuseum

Amphora T 697
- Kopenhagen, Ny Carlsberg Glyptotek

Krater 2696 • Lekythos 2701
- Korinth, Archäologisches Museum

Fragment einer Pelike CP 436 • Fragment eines Lekythos CP 884 • Fragmente einer Pelike CP 1671 • Fragment einer Pelike CP 1675 • Fragment einer Pelike CP 1716 • Fragment einer Pelike CP 2617 • Fragment eines Kruges CP 33.210
- Leiden, Rijksmuseum van Oudheden

Amphora PC 74 • Panathenäische Amphora PC 87
- Leipzig, Antikenmuseum

Fragment eines Krater T 652 • Zwei Fragmente eines Kruges T 690 • Fragment eines Krater T 762
- London, British Museum

Hydria E 162 • Amphora E 266 • Amphora E 267 • Amphora E 268 • Amphora E 269 • Amphora E 310 • Amphora E 313 • Krater E 444 • Pelike E 459 • Krater E 468 • Oinochoe E 513 • Oinochoe E 514
- Los Angeles, County Museum of Art

Amphora A 5933.50.33
- Madrid, Archäologisches Nationalmuseum

Amphora 11114 • Krater 11117 • Amphora 11118 • Pelike 11200
- Malibu, J. Paul Getty Museum

Amphora 86.AE.187
- Mannheim, Reiß-Museum

Amphora 11
- Mississippi, University Museum

Amphora 1977.3.86
- München, Glyptothek und Antikensammlung

Panathenäische Amphora 2310 • Panathenäische Amphora 2311 • Panathenäische Amphora 2312 • Panathenäische Amphora 2313 • Amphora 2318 • Amphora 2319 • Krater 2406 • Oinochoe 2453 • Lekythos 7515 • Fragment einer Amphora 8541 • Krater 8738 • Amphora 8766
- Neapel, Museo Archeologico Nazionale

Amphora 3087 • Amphora 3150 • Amphora 3152 • Amphora 3214 • Amphora 81550 (3137) • Panathenäische Amphora RC 86049 (RC163) • Amphora 126053
- New Haven, Yale University Art Gallery

Amphora 1913.133
- New York, Sammlung Callimanopoulos

Panathenäische Amphora
- New York, Metropolitan Museum

Amphora 07.286.69 • Krater 10.210.19 • Lekythos 21.88.163 • Oinochoe 22.139.32 • Amphora 41.162.17 • Hydra 56.171.38 • Krater 65.11.12
- Oxford, Ashmolean Museum

Amphora 1886.658 (275) • Amphora 1890.30 (V.274) • Pelike 1892.35 (291) • Krater 1912.1165 • Amphora 1924.3 • Krater 1927.4502 • Amphora 1930.36 • Amphora 1930.169 • Krater 1965.123
- Palermo, Museo Archeologico Regionale

Lekythos V 666 • Lekythos V 667 • Lekythos V 669 • Lekythos V 670 • Lekythos V 671 • Krater V 762 (1503)
- Paris, Musée National du Louvre

Krater C 10789 • Fragment eines Krater C 10799 • Fragmente eines Krater C 10800 • Krater C 10828 • Amphora C 10841 • Fragment einer Amphora C 10842 • Vier Fragmente einer Amphora C 10843 • Fragment einer Amphora C 10859 • Fragment einer Amphora C 10860 • Fragment einer Amphora C 10861 • Fragment einer Amphora C 10862 • Fragment einer Amphora C 10863 • Fragment einer Amphora C 10865 •  Fragment einer Amphora C 10866 • Amphora CA 2981 • Krater G 56 • Fragment eines Krater G 166 • Krater G 174 • Krater G 175 • Stamnos G 185 • Stamnos G 186 • Stamnos G 192 • Amphora G 198 • Zwei Fragmente einer Amphora G 199 • Amphora G 201 • Amphora G 204 • Amphora G 214 • Amphora G 218 • Amphora G 261 • Krater G 371
- Philadelphia, University Museum

Amphora 31.36.11 • Lekythos MS 5706
- Rom, Museo Barracco

Amphora 231
- Saint Louis, Saint Louis Art Museum

Amphora 57.55
- San Antonio, San Antonio Museum of Art

Oinochoe 86.134.59
- Sankt Petersburg, Eremitage

Amphora 612 (St. 1638) • Amphora 1652 (697) (St. 1628) • Krater 1584 (635) (St. 1528) • Krater 200 (628) (St. 1588)
- Stockholm, Medelhavsmuseum

Fragment eines Kraters
- Syrakus, Museo Archeologico

Pelike 15205 • Lekythos 20534 • Lekythos 21884
- Tarquinia, Museo Nazionale Archeologico

Krater RC 7456
- Vatikan, Museo Gregoriano Etrusco

Panathenäische Amphora 375 • Fragment eines Krater 703 • Krater 16568 • Krater 17841 • Panathenäische Amphora 17907
- Warschau, Muzeum Narodowe

Panathenäische Amphora 142346
- Wien, Kunsthistorisches Museum

Amphora 654 • Amphora 741 • Pelike 3725 • Pelike 3725 • Krater 3739
- Würzburg, Antikensammlung des Martin von Wagner Museums

Panathenäische Amphora L 500